# Романов, Иван Петрович
Иван Петрович Романов (1923—1995) — участник Великой Отечественной войны, командир отделения разведки 830-го стрелкового полка (238-я стрелковая дивизия, 50-я армия, 2-й Белорусский фронт), сержант. Герой Советского Союза (1945).

## Биография
Родился 16 января 1923 года в деревне Гневково ныне Шумячского района Смоленской области в семье крестьянина. Русский.
Вместе с семьёй переехал в Донбасс (в то время в него входила часть Ростовской области). Некоторое время учился в школе города Белая Калитва, окончил семь классов. Затем учился в Ленинградской технической школе № 1 ВПО НКВД СССР имени Куйбышева, которую окончил в 1940 году.
В первые дни Великой Отечественной войны был направлен в Москву, где работал начальником караула пожарной охраны.
В июне 1942 года был призван в Красную Армию. Осенью 1942 года на Калининском фронте был тяжело ранен. Лечился несколько месяцев в госпитале в Муроме, где познакомился со своей будущей женой — Евгенией Фадеевой. После госпиталя был зачислен в полковую разведку. Член ВКП(б) с 1944 года.
К лету 1944 года сержант Романов уже командовал отделением разведчиков. Особо отличился в боях за освобождение Могилёва. 27 июня 1944 года сержант Романов с бойцами переправился через Днепр в районе населенного пункта Нижний Половинный Лог (сейчас Половинный Лог, Могилёвского района Могилёвской области Белоруссии) и проник в расположение противника. Завязав бой во вражеских траншеях, разведчики захватили в плен 27 гитлеровцев. Затем из засады уничтожили отступавшую штабную колонну. Позже разведчики во главе с Романовым в бою за город Могилёв первыми ворвались на железнодорожную станцию Могилёв-1. Выбили гитлеровцев и взяли в плен около 400 человек. Удерживали станцию до подхода основных сил.
За образцовое выполнение боевых заданий командования на фронте борьбы с немецко-фашистскими захватчиками и проявленные при этом отвагу и геройство, Указом Президиума Верховного Совета СССР № 5506 от 24 марта 1945 года сержанту Романову Ивану Петровичу было присвоено звание Героя Советского Союза с вручением ордена Ленина и медали «Золотая Звезда».
Затем участвовал в Восточно-Прусской и Берлинской наступательных операциях. Войну закончил командиром роты автоматчиков. В 1945 году был демобилизован.
В этом же году участвовал в Параде Победы на Красной площади в Москве.
В 1965 году окончил радиотехникум в городе Муроме Владимирской области. До выхода на пенсию работал на Муромском радиозаводе мастером, начальником цеха.
В 1974 году в полной военной форме со всеми наградами, в том числе и Звездой Героя, принимал участие в шествии ветеранов в честь 30-летия освобождения Могилёва.
Умер 21 мая 1995 года. Похоронен на Вербовском кладбище в Муроме Владимирской области.

## Награды
- Медаль «Золотая Звезда» Героя Советского Союза № 7994 (28.06.1945)[2].
- Орден Ленина (28.06.1945)[2].
- Орден Отечественной войны 1 степени (11.03.1985)[4]
- Орден Отечественной войны 2 степени (1945)[5]
- Орден Красной Звезды (1944)[6]
- Орден Славы 2 степени (1945)[7]
- Орден Славы 3 степени (1944)[8]
- медали, в том числе:
- Медаль «За оборону Москвы» (1.05.1943)
- «В ознаменование 100-летия со дня рождения Владимира Ильича Ленина» (6 апреля 1970)
- «За победу над Германией в Великой Отечественной войне 1941—1945 гг.» (9.5.1945)
- Медаль «За взятие Кёнигсберга» (1.05.1943)
- Медаль «За взятие Берлина» (1.05.1943)
- «20 лет Победы в Великой Отечественной войне 1941—1945 гг.» (7 мая 1965[9])
- «30 лет Победы в Великой Отечественной войне 1941—1945 гг.»[10]
- Медаль «Сорок лет Победы в Великой Отечественной войне 1941—1945 гг.»[11]
- Юбилейная медаль «50 лет Победы в Великой Отечественной войне 1941—1945 гг.»[12]
- «Ветеран труда»
- «30 лет Советской Армии и Флота»[13]
- «40 лет Вооружённых Сил СССР»[14]
- «50 лет Вооружённых Сил СССР» (26 декабря 1967[15])
- «60 лет Вооружённых Сил СССР» (28 января 1978[16])
- Знак «25 лет победы в Великой Отечественной войне» (1970)

## Память
- В Белой Калитве имеется мемориальная доска: «В этой школе учились в 1915—1917 гг. дважды Герой Советского Союза генерал-майор Фесин Иван Иванович; в 1930—1932 гг. − Герой Советского Союза полковник Копаев Григорий Иванович; в 1929—1939 гг. − Герой Советского Союза лейтенант Петров Роман Ильич; в 1937—1939 гг. − Герой Советского Союза сержант-разведчик Романов Иван Петрович»[17].
- В 2015 году имя Ивана Романова увековечили на стеле в сквере Памяти Героев в Смоленске[18].